# 벨라 (인공위성)

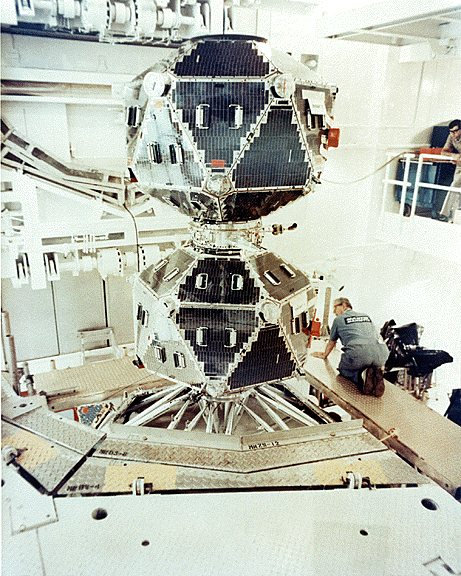
벨라 5A/5B호

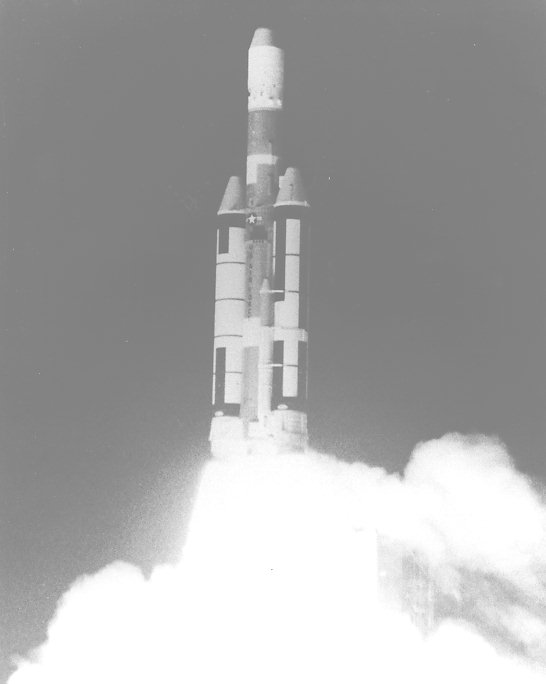
타이탄 로켓으로 발사되는 벨라 위성

벨라 위성(Vela Satellite)은 미국이 1963년 소련과 여러 핵무기를 가지고 있는 국가들과 협정한 핵실험금지조약을 성실하게 수행하는지 감시하기 위해서 만든 벨라 프로젝트의 한 분과인 벨라 호텔(Vela Hotel)에서 개발한 인공위성을 총칭하는 이름이다. "벨라"라는 이름은 스페인어에서 따왔는데, "철야"혹은 "경계하다"라는 뜻이라고 한다.
벨라는 1959년에 작은 예산으로 운영되는 프로그램으로 처음 시작되었다. 그 후, 70년대에, 방위지원계획에 관리권이 넘어가게 되었고, 80년대 후반에 NAVSTAR GPS 인공위성으로 인해서 현재 이 프로그램은 통합운영 핵탐지 시스템(Integrated Operational Nuclear Detection System (IONDS))이라 불린다.
벨라 인공위성의 개수는 원래 인공위성을 개발한 벨라 호텔 디자인이 6개, 그리고 향상된 벨라 디자인이 6개로 총 12개이다. 벨라 호텔의 디자인은 우주에서의 핵무기 실험을 탐지하는 거였고, 향상된 벨라 디자인은 우주뿐만이 아니라, 대기중의 핵실험도 탐지할 수 있었다. 벨라 인공위성은 조립은 TRW에서, 발사는 아틀라스-아제나 혹은 타이탄-C 추진로켓으로, 밴 앨런 대 위쪽의 약 10만에서 11만 km 사이의 궤도에서 돌도록 하였다. 또한 원형 벨라 인공위성에는 12개의 외부 X선 탐지기와, 18개의 내부 중성자 및 감마선 탐지기를 가지고 있는데, 이 감지기들은 인공위성 표면에 부착된 90와트 정도의 태양전지에 의해서 전력을 공급받았다.
향상된 벨라 인공위성은 부가적으로 밀리세컨드 간격의 빛을 탐지할 수 있는 bhangmeter라고 불린 실리콘 광다이오드 센서를 달고 있었다. 개발자들은 이 센서가 약 4800 km 위의 핵실험을 탐지하도록 만들었다. 또한 벨라측에서는 대기 핵폭발서 일어나는 전자기 펄스 탐지기도 집어 넣었다.

## 감마선 폭발 탐지
감마선 폭발은 1960년대 후반에 벨라 인공위성으로부터 발견되었는데, 이 인공위성은 찾으라는 핵실험 징후는 못 찾고, 핵무기 징후로는 안 보이는, 또한 임의의 깊은 우주에서 나오는 것처럼 보이는 섬광을 찾아내었던 것이다. 이 결과는 1973년도에 출판되었고, 감마선 폭발에 대한 과학적인 연구가 시작되게 되었다.

## 벨라 사건
벨라 위성이 지구 상 특정 위치를 핵실험 좌표로 삼은 것인데, 누가 하였는지는 알려지지 않았다.

## 같이 보기
- 세렌디피티

## 참고 문헌
1. ↑  Klebesadel, R.;  외. (1973). =&high=4322390bbe18783 “Observations of Gamma-Ray Bursts of Cosmic Origin” |url= 값 확인 필요 (도움말). 《Astrophysical Journal》 182: L85.